# Patrick Linke
Patrick Linke (* 19. Februar 1970 in Duisburg) ist ein deutscher Synchronsprecher und Moderator.

## Leben
Patrick Linke ist in den Bereichen Voice-Over, Off-Sprecher, Werbung sowie in Dokumentationen tätig.
Er ist Mitglied der Vereinigung deutscher Sprecher und besonders durch den Privatsender RTL (als Stationvoice seit 1989) bekannt. So ist Linke beispielsweise der Sprecher hinter dem RTL-Slogan Mein RTL oder Willkommen Zuhause und vielen Dokumentationen wie Vermisst, Die Versicherungsdetektive oder Das Sommerhaus der Stars.
Patrick Linke ist auch die Stimme (Stationvoice) von vielen Radiosendern in Deutschland, Österreich und der Schweiz, so zum Beispiel Radio Arabella in München, 104.6 RTL in Berlin oder Radio Energy in Basel, Zürich und Bern.
In den Tanzshows Let’s Dance und Stepping Out kündigt er die Tanzpaare an, bittet um die Jurybewertung und betreut den Schnelldurchlauf der bisherigen Leistungen der Kandidaten. In Die 2 – Gottschalk & Jauch gegen alle mit Thomas Gottschalk & Günther Jauch war er die Stimme im Hintergrund. Des Weiteren spricht er bei RTL die Programmvorschauen.
Patrick Linke wohnt in Köln und auf Mallorca.